# Bidessus laminarum
Bidessus laminarum is een keversoort uit de familie waterroofkevers (Dytiscidae). De wetenschappelijke naam van de soort is voor het eerst geldig gepubliceerd in 1914 door Wickham.